# Санта-Катерина-а-Формьелло
Санта-Катерина-а-Формьелло (итал. La chiesa di Santa Caterina a Formiello) — католический храм в Неаполе, на юге Италии, расположенный в восточной оконечности исторического центра города, на улице Виа Карбонара и площади Энрико де Никола, недалеко от ворот под названием Порта Капуана. Название «Формьелло» происходит от латинского «ad formis», то есть «возле протоков, или каналов», так как рядом с церковью проходил античный акведук, который затем был полностью заменён другим водопроводом. По диагонали через улицу к югу, у задней стены внушительного замка Капуано, находится ещё один исторический памятник: Фонтан Формьелло.

## История
Современная церковь стоит на месте предыдущей, меньшей по размеру, построенной в конце XV века и посвящённой святой Екатерине Александрийской, деве и мученице. С момента своего основания церковь хранит мощи мучеников Отранто, убитых турками 14 августа 1480 года за то, что они не отреклись от веры. Король Альфонсо II Неаполитанский, герцог Калабрии, в 1492 году перевёз тела мучеников в Неаполь и сначала поместил их в церкви Маддалены, переименованной в тот раз в Санта-Мария-деи-Мартири. Когда монахини Маддалены вернулись в свой монастырь, останки были перенесены, вероятно, уже в 1497 году, в древнюю церковь Санта-Катеринa и помещены в небольшую кирпичную капеллу.
Строительство новой церкви началось около 1510 года по проекту флорентийского архитектора Антонио делла Кава и завершилось в 1593 году. Церковь является одним из первых купольных сооружений в Неаполе. Храм пристроен к древнему монастырю, первоначально связанному с орденом целестинцев, после 1498 года перешедшему к отцам-доминиканцам. Монастырь действовал до XIX века, когда он был экспроприирован и в конечном итоге стал использоваться в качестве помещения шерстяной фабрики.

## Архитектура и произведения искусства церкви
Церковь спроектирована в виде латинского креста, имеет один неф, перекрытый цилиндрическим сводом, с пятью капеллами по каждой стороне. На контрфасаде в интерьере Луиджи Гарци написал большую картину. Он же расписал антрвольты арок капелл. Купол был расписан Паоло де Маттисом. Потолки капелл украшены фресками Гульельмо Борреманса; украшения и картины хора созданы Гаэтано Бранди.
Главный алтарь был построен по заказу семьи Спинелли из Кариати, которой также принадлежат окружающие его гробницы. Надгробные памятники выполнили два миланских скульптора Счилла и Джаннотто. В Капелле Спинелли, где можно увидеть шесть надгробных памятников членов этой знатной неаполитанской семьи, все они выполнены между 1570 и 1590 годами группой неаполитанских скульпторов.
На стене у алтаря — образ «Дева Мария со святым Фомой Аквинским» работы Франческо Курии. В капелле на другой стороне находится картина Джакомо дель По «Святой Доминик побеждает альбигойских еретиков»: статуи работы Коломбо Наполитано.
В первой капелле все картины, посвящённые святой Екатерине Алессандрийской, написаны Джакомо дель По, «Посещение Святой Марией Святой Елизаветы» написано Гарци. В следующей капелле, Святого Иакова, собраны останки 240 мучеников Отранто. Картина «Сошествие Святого Духа на Апостолов» написана Сильвестро Буоно, а «Обрезание Иисуса» завершил Паоло де Матис. «Обращение Святого Павла» написал Марко да Сиена. Образ Святого Винченцо Феррери написан Сантоло Чирилло.

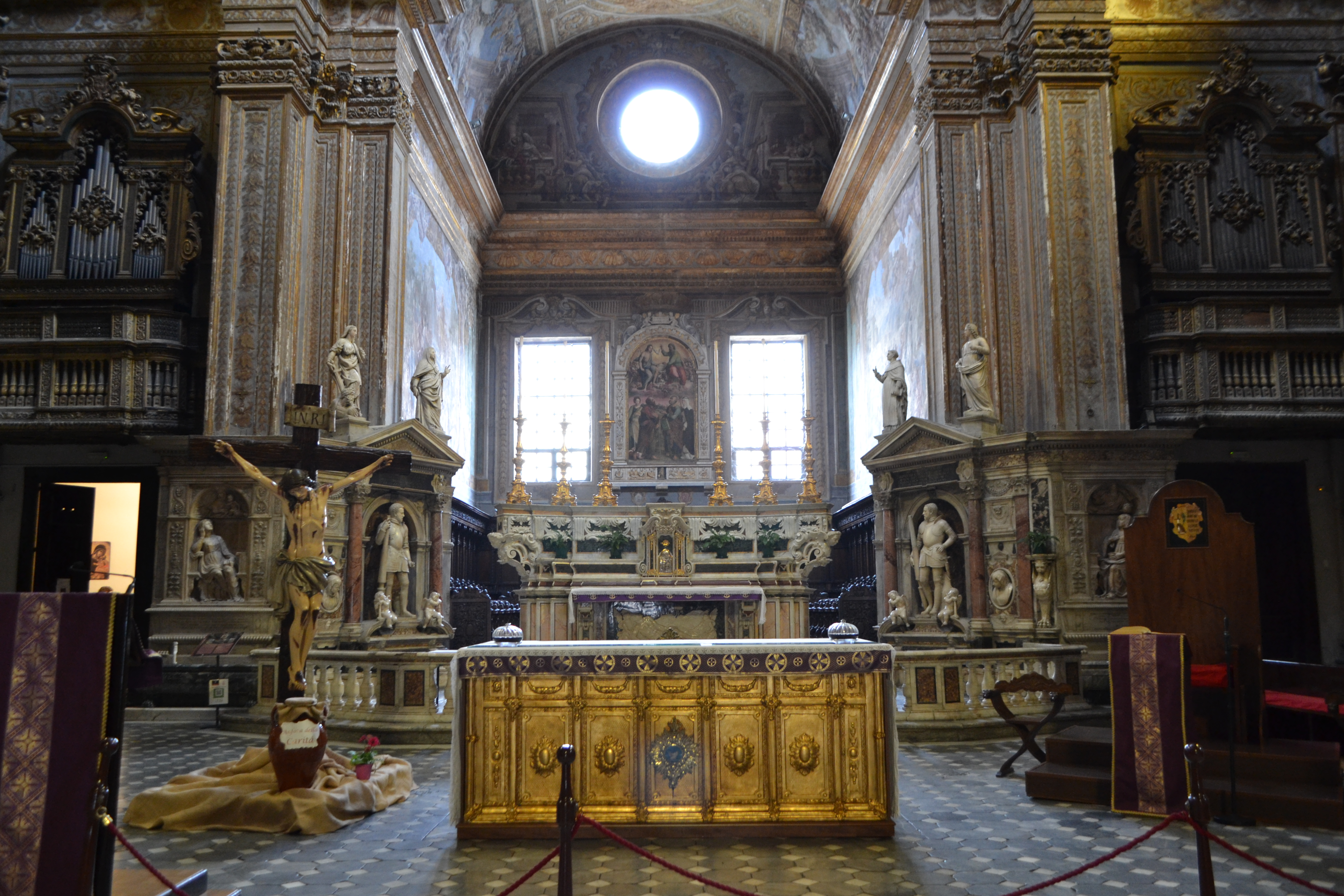
Интерьер церкви.  Пресбитерий
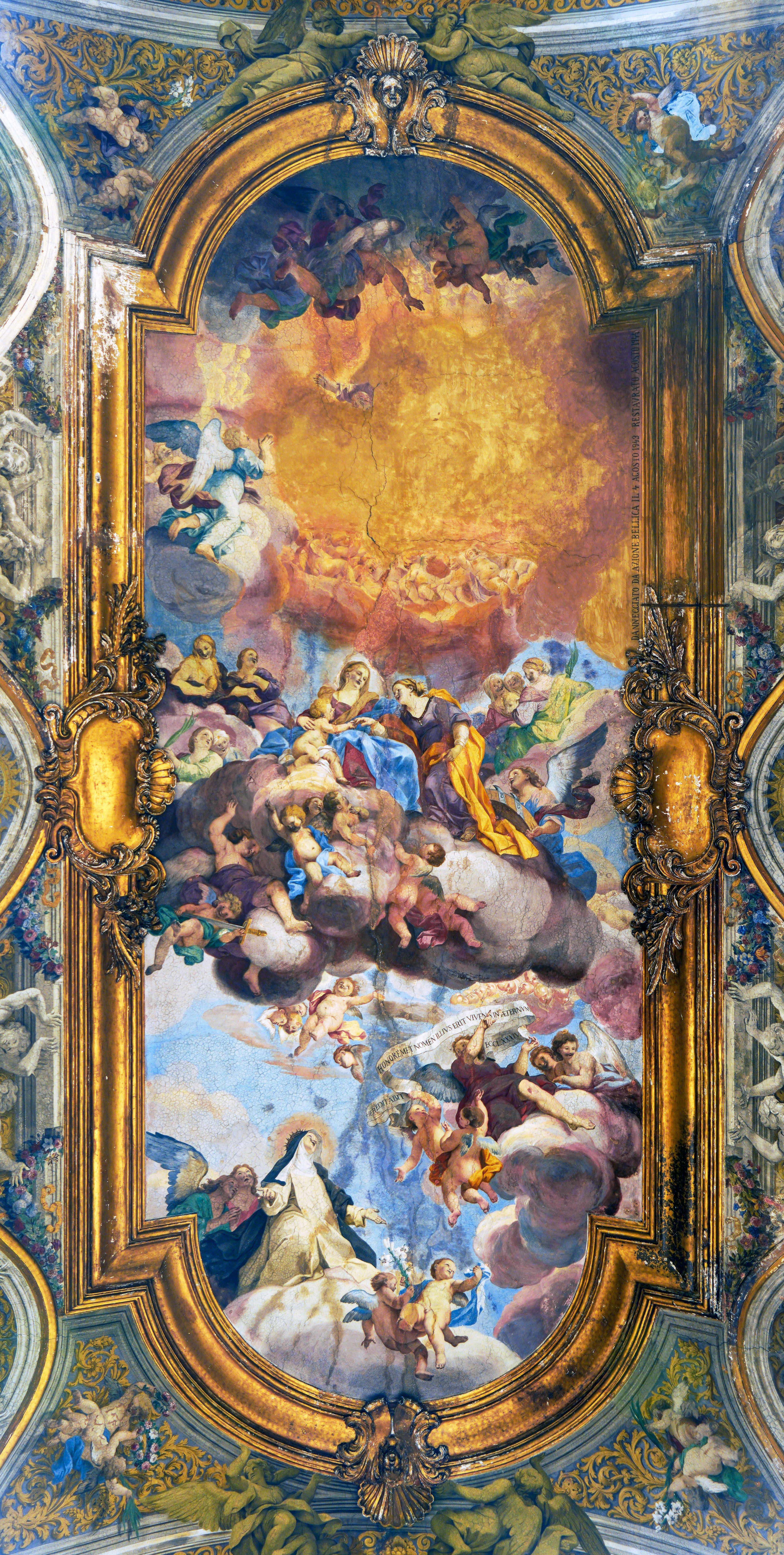
Роспись свода нефа
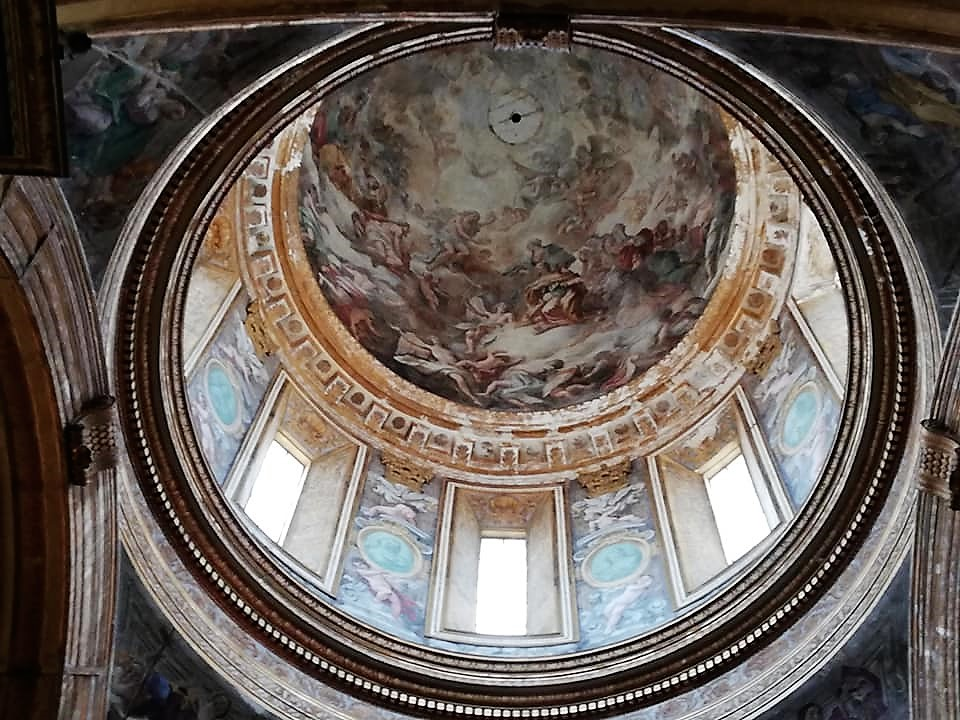
Паоло де Маттис. Роспись купола
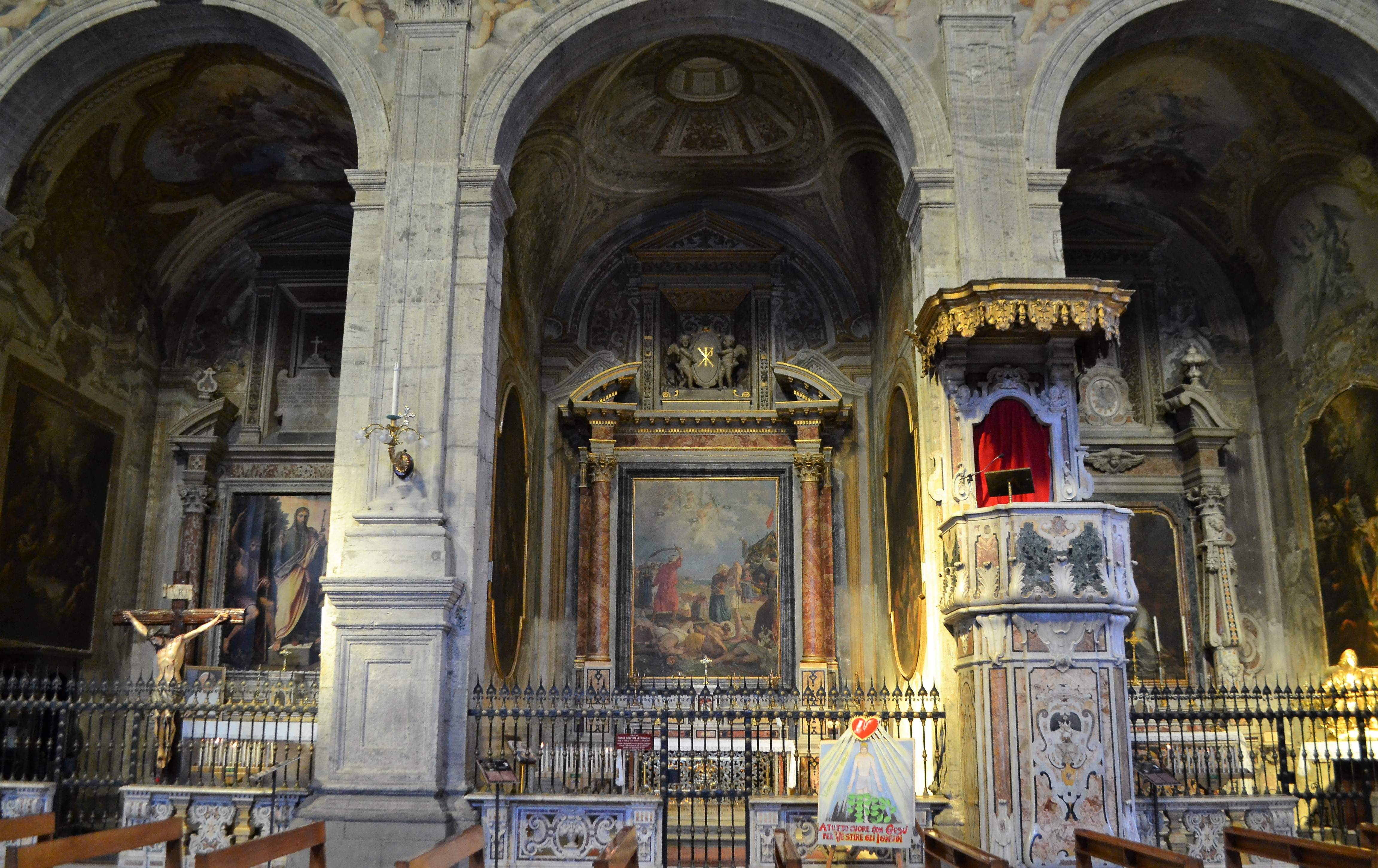
Вид капелл по левой стороне нефа
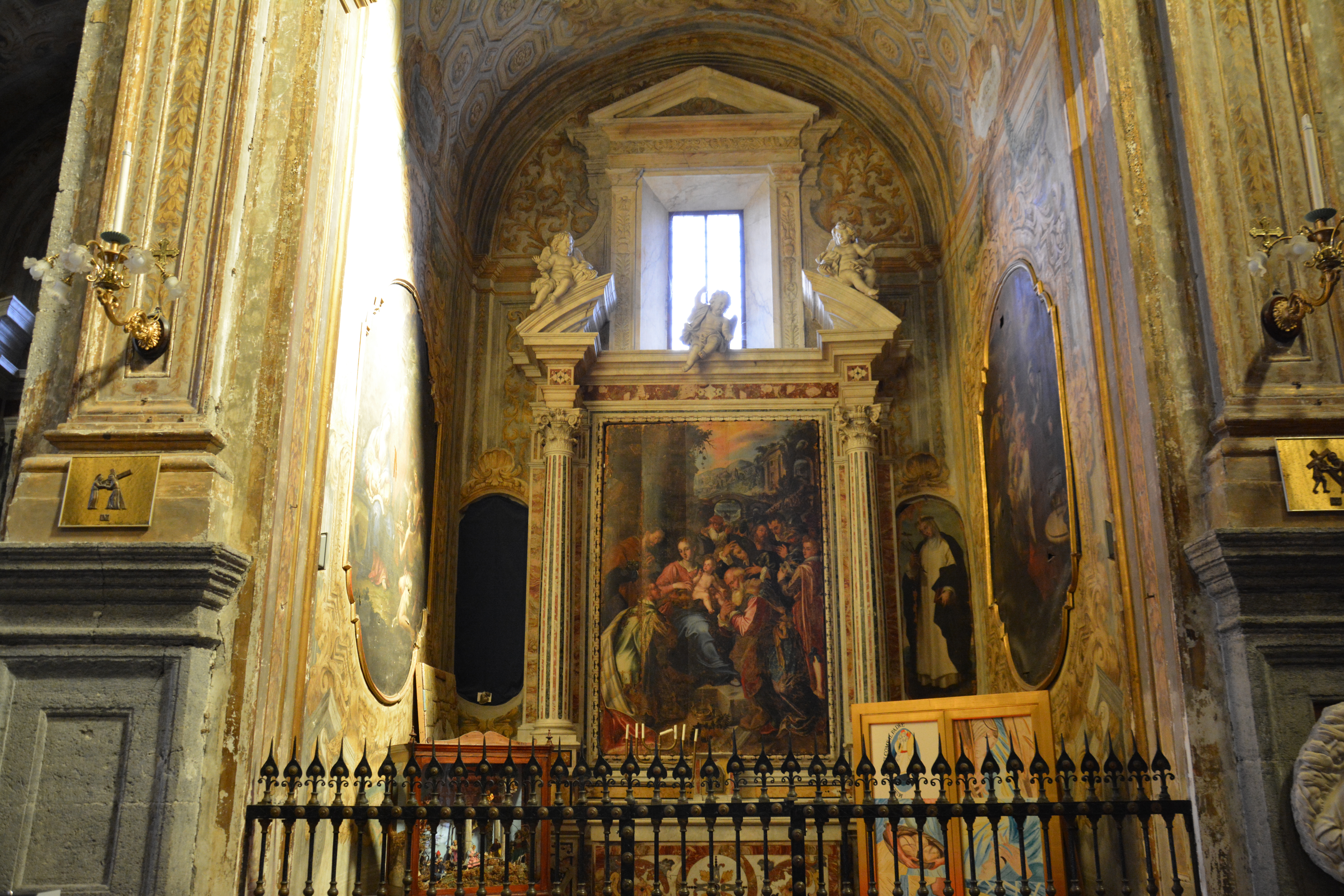
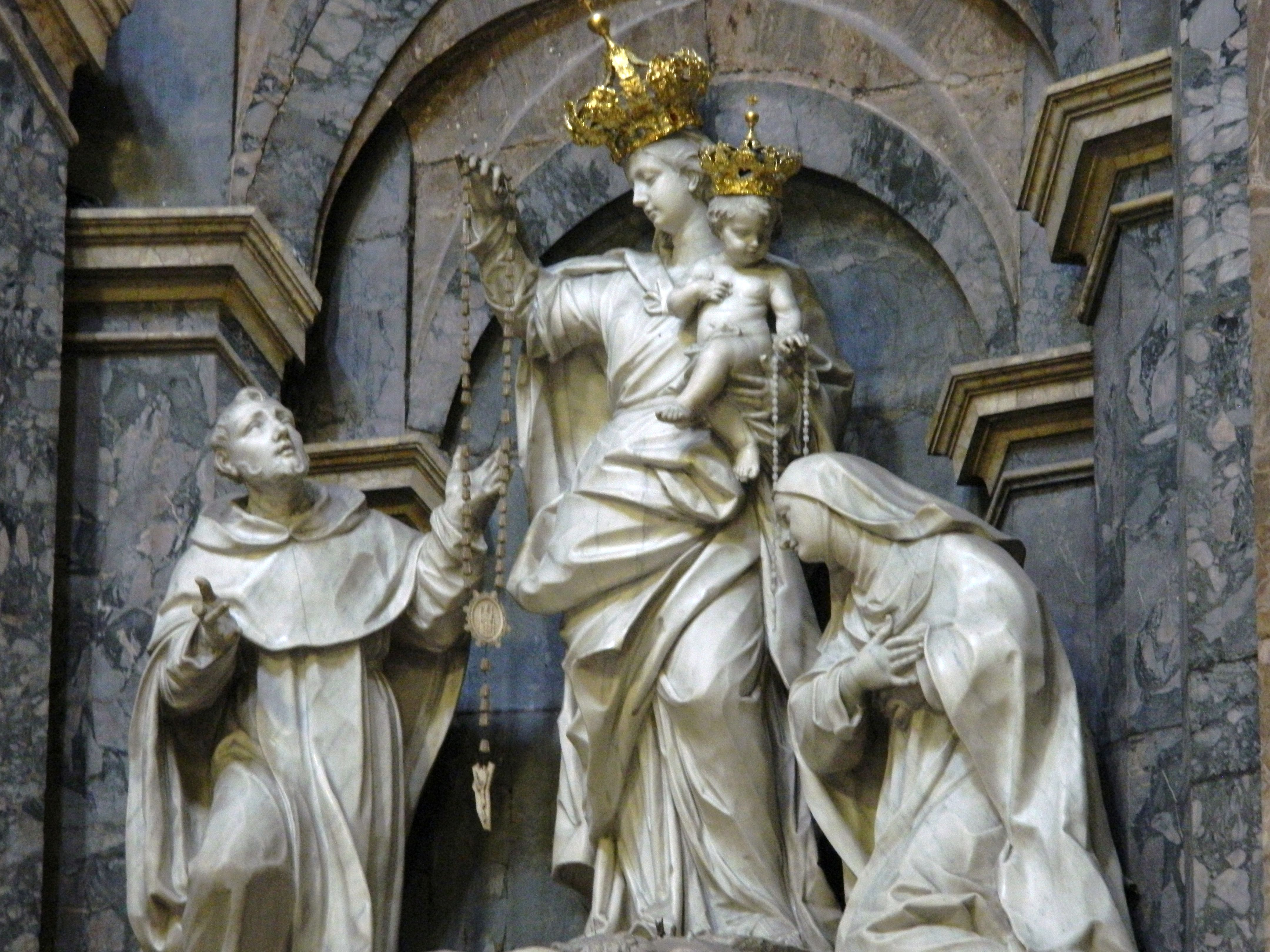
Мадонна Розария между святой Екатериной Сиенской и святым Домиником. Паоло Теналья, проект Карло Шизано. Левый трансепт
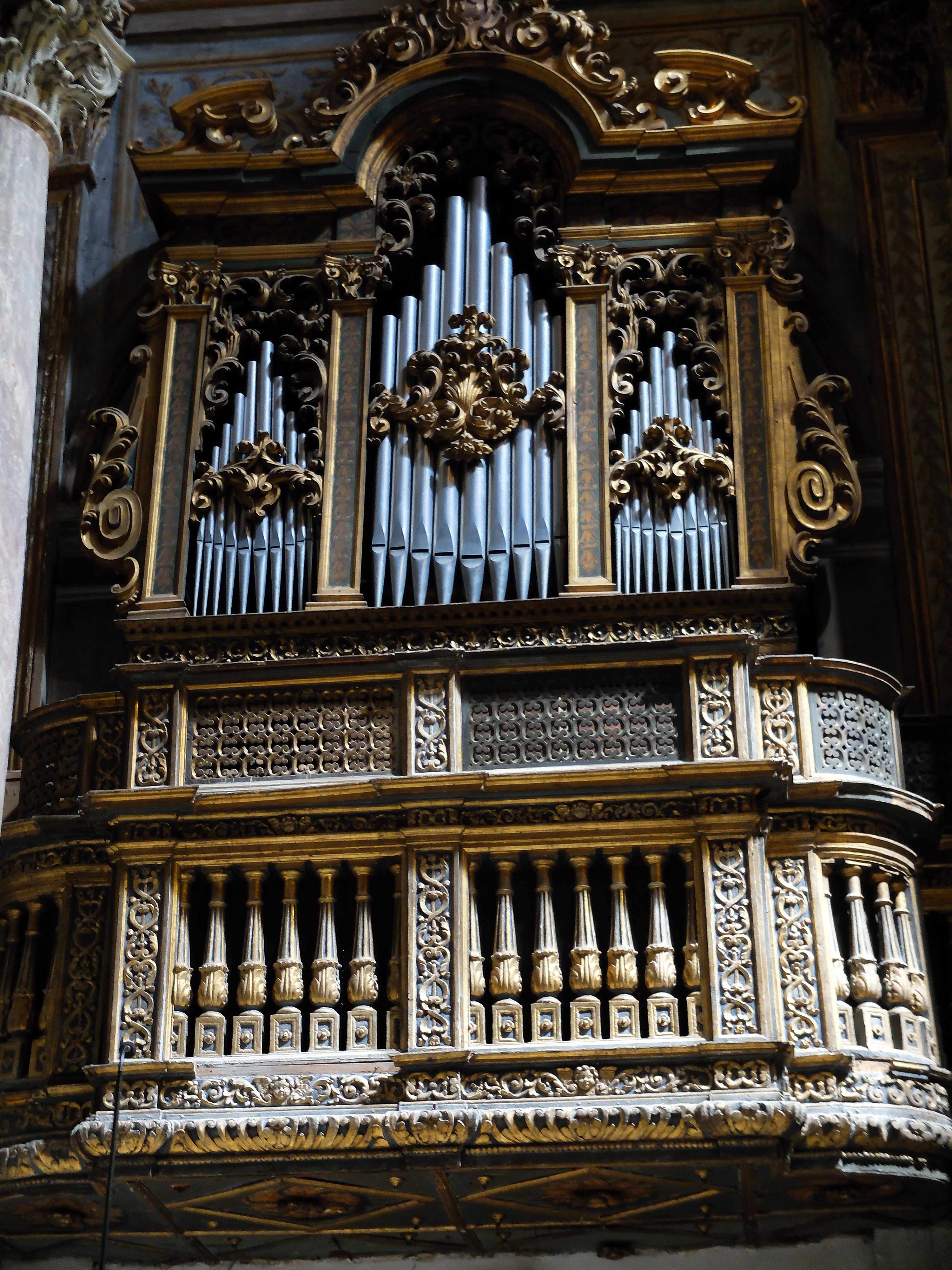
Орган